# Дамуазо, Мари Шарль
Мари Шарль Дамуазо (фр. Marie-Charles-Théodore de Damoiseau de Montfort; 9 апреля 1768, Безансон — 6 августа 1846) — французский астроном.
Член Французской академии наук (1825), иностранный член Лондонского королевского общества (1832).

## Биография
Потомок древнего дворянского рода, барон де Дамуазо был офицером артиллерии французской армии до 1792 года, когда во время Великой французской революции был вынужден эмигрировать сначала в Германию, а затем в Португалию. Работал заместителем директора обсерватории в Лиссабоне. В 1807 году вернулся во Францию, продолжил военную службу в артиллерии. Вернувшись во Францию в 1807 году, был восстановлен в армии, но в 1817 году окончательно ушёл в отставку чтобы полностью посвятить себя науке. Состоял директором обсерватории Военной школы в Париже. Был членом Бюро долгот.
Дамуазо наиболее известен вычислениями возмущений орбит малых планет, комет и спутников.
В 1818 году Лаплас предложил Французской академии наук установить премию составителю таблиц движения Луны, основанных исключительно на законе всемирного тяготения. В 1820 году одна часть премии была вручена Дамуазо (вторая часть — совместной работе Карлини и Плана) комитетом, председателем которого был Лаплас.
В 1831 году удостоен Золотой медали Королевского астрономического общества.
В честь Дамуазо назван лунный кратер.

## Главные сочинения
- Éphémérides nauticas, ou Diario astronomico para 1799 [-1805] calculado no Observatorio real da marinha (8 тт., 1798—1802)
- Mémoire sur l'époque du retour de la Comète de l'année 1759 (премия Туринской академии наук, 1812),
- Tables de la lune, formées par la seule théorie de l'attraction et suivant la division de la circonférence en 400 degrés (1824)
- Tables de la lune, formées par la seule théorie de l'attraction et suivant la division de la circonférence en 360 degrés (1828)
- Tables écliptiques des satellites de Jupiter, d'après la théorie de leurs attractions mutuelles et les constantes déduites des observations Архивная копия от 22 октября 2012 на Wayback Machine (1836)[5].